# Karl-Otto Apel
Karl-Otto Apel (Düsseldorf, 15 de março de 1922 – Niedernhausen, 15 de maio de 2017) foi um filósofo alemão e professor emérito da Johann Wolfgang Goethe-Universität de Frankfurt am Main. Ele desenvolveu uma abordagem filosófica distinta que nomeou de "pragmática transcendental".

## Vida
Apel cresceu durante a crise política da República de Weimar. Em 1940, ele foi um voluntário de guerra como toda a sua turma de formandos. Após a Segunda Guerra Mundial, Apel estudou as disciplinas história e história intelectual de 1945 a 1950 na Universidade de Bonn, antes de se tornar aluno de filosofia, orientado por Erich Rothacker. Em 1950, ele fez seu doutorado em Bonn com uma tese sobre Martin Heidegger.
Apel morreu no dia 15 de maio de 2017, aos 95 anos.

## Obra
Apel trabalhou com temas sobretudo relacionados à ética e filosofia da linguagem. Ele escreveu extensivamente nesses campos, publicando principalmente em alemão. A obra de Apel reúne vertentes das filosofia analíticas e continentais, com destaque para o pragmatismo. A partir das influências dessas tradições, Apel desenvolveu uma abordagem filosófica distinta que chamou de pragmática transcendental (Transzendentalpragmatik). Apel também escreveu obras sobre Charles Sanders Peirce, tornando-se presidente da Sociedade CS Peirce.

## Obras principais
- 1963 Sur le Problème d’une Fondation Rationelle de l’Éthique à l’Âge de la Science. L’Apriori de la Communauté Communicationnelle et les Fondements de l’Éthique. Ed. orig. 1963; trad. fr. Lille, Presses Universitaires de Lille, 1987.
- 1973 Transformation der Philosophie, Bd. 1. Sprachanalytik, Semiotik, Hermeneutik;
- 1976 Vol. 2 Das Apriori der Kommunikationsgemeinschaft ("O a priori da Comunidade de Comunicação") Frankfurt, Suhrkamp.
- 1976 Das Problem der philosophischen Letztbegründung im Lichte einer transzendentalen Sprachpragmatik (O Problema da Fundamentação Última à Luz de uma Pragmática Transcendental da Linguagem)
- 1975 Der Denkweg von Charles Sanders Peirce. Eine Einführung in den amerikanischen Pragmatismus, Frankfurt;
- 1976 Sprachpragmatik und Philosophie, Frankfurt /M.;
- 1978 Neue Versuche über Erklren und Verstehen, Frankfurt /M.;
- 1979 Die Erklren-Verstehen Kontroverse in transzendental-pragmatischer Sicht, Suhrkamp, Frankfurt /M., 1979;
- 1984 Praktische Philosophie. Ethik. Aktuelle Materialen.

Frankfurt.
- 1980 Praktische Philosophie-Ethik I. Reader zum Funk-Kolleg, Frankfurt /M.;
- 1984 Funk-kolleg Praktische Philosophie-Ethik: Dialoge, 2 voll., Frankfurt /M.;
- 1984 Funk-Kolleg Praktische Philosophie-Ethik: Studientexte, 3 voll., Basel;
- 1988 Diskurs und Verantwortung. Das Problem des Übergangs zur postkonventionellen Moral, Suhrkamp, Frankfurt /M.;
- 1989 Il logos distintivo della lingua umana, Napoli;
- 1990 Zur Rekonstruktion der praktischen Philosophie, Gedenkschrift für Karl-Heinz Ilting, Frommann-Holzboog, Stuttgart;
- 1990 Penser avec Habermas contre Habermas, Paris, 1990; 1992 Verità e comunicazione, Laterza, Roma-Bari;
- 1992 Per una ermeneutica critica, Turim;
- 1992 Zur Anwendung der Diskursethik in Politik, Recht und Wissenschaft, Suhrkamp, Frankfurt /M.

### Obras disponíveis em português
- Dissolução da ética do Discurso? In: MOREIRA, Luiz (org.). Com Habermas, contra Habermas: direito, discurso e democracia. São Paulo: Landy Editora, 2004, p. 201-321.
- Transformação da Filosofia:
  - Vol.1: Filosofia analítica, semiótica, hermenêutica. São Paulo: Editora Loyola, 2005.
  - Vol. 2: O a priori da Comunidade de Comunicação. São Paulo: Editora Loyola, 2000.
- Estudos de Moral Moderna. Porto Alegre: Editora Vozes, 1994. 284 p.
- Ética e Responsabilidade: o problema da passagem para a moral pós-convencional. Lisboa: Editora Instituto Piaget, 2013.